# Hastina pluristrigata
Hastina pluristrigata är en fjärilsart som beskrevs av Moore 1867. Hastina pluristrigata ingår i släktet Hastina och familjen mätare. Inga underarter finns listade i Catalogue of Life.